# Chaînes conjugales (film, 1949)
Pour plus de détails, voir Fiche technique et Distribution.
Chaînes conjugales (A Letter to Three Wives) est un film américain réalisé par Joseph L. Mankiewicz, sorti en 1949.

## Synopsis
Trois amies partent en excursion, délaissant pour l'occasion leurs maris respectifs.
Peu avant le départ, elles reçoivent une lettre d'une quatrième femme que toutes trois connaissent : la séductrice Addie Ross.
Celle-ci déclare avoir profité du départ des trois amies pour partir avec le mari de l'une d'elles, sans préciser lequel.
Durant l'excursion, chacune des trois femmes reverra successivement, au cours de trois flashback différents, les diverses étapes de sa vie de couple, et tentera de comprendre ce qui aurait pu décider son mari à fuir, tout en se demandant si c'est bien de lui qu'il s'agit ou non.
Ceci permet à Mankiewicz une étude très critique et très drôle des mœurs américaines (voire universelles) à travers l'évocation du parcours de trois couples aux origines sociales fort différentes.

## Fiche technique
- Titre : Chaînes conjugales
- Titre original : A Letter to Three Wives
- Réalisation : Joseph L. Mankiewicz
- Scénario : Joseph L. Mankiewicz et Vera Caspary (adaptation) d'après l'histoire A Letter to Five Wives de John Klempner parue en 1945 (1898-1972) dans le Hearst's International Cosmopolitain
- Production : Sol C. Siegel
- Société de production : Twentieth Century Fox
- Musique : Alfred Newman
- Photographie : Arthur C. Miller
- Montage : J. Watson Webb Jr.
- Direction artistique : J. Russell Spencer	et Lyle R. Wheeler
- Décors : Thomas Little et Walter M. Scott
- Costumes : Kay Nelson, Charles Le Maire et Sam Benson (non crédité)
- Pays de production :  États-Unis
- Langue : anglais
- Tournage : du 1er juin au 9 août 1948
- Coût de production : 1,66 million de dollars
- Recettes US : 2,75 millions de dollars
- Format : Noir et blanc - 1,37:1 - Mono - 35 mm
- Genre : Comédie dramatique
- Durée : 103 minutes
- Dates de la sortie : 
  - États-Unis : 20 janvier 1949
  - France : 17 mai 1949
- Affiche : Boris Grinsson (France)

## Distribution
- Jeanne Crain (VF : Nelly Benedetti) : Deborah Bishop
- Linda Darnell (VF : Claire Guibert) : Lora Mae Hollingsway
- Ann Sothern (VF : Lita Recio) : Rita Phipps
- Kirk Douglas (VF : Jacques Erwin) : George Phipps
- Paul Douglas (VF : Richard Francœur) : Porter (Pascal en VF) Hollingsway
- Barbara Lawrence (VF : Madeleine Briny) : Georgiana "Babe" Finney (Babette Finsky en VF)
- Jeffrey Lynn (VF : Lucien Bryonne) : Brad Bishop
- Connie Gilchrist (VF : Henriette Marion) : Madame Ruby Finney (Aimée Finsky en VF)
- Florence Bates (VF : Yvette Andréyor) : Madame Manleigh
- Hobart Cavanaugh (VF : Henri Ebstein) : Monsieur Manleigh
- Celeste Holm (VF : Françoise Gaudray) : Voix d'Addie Ross (Annie Rhodes en VF)
- Thelma Ritter (VF : Germaine Michel) : Sadie (Adèle en VF) Dugan
- John Davidson (non crédité) : John, premier serveur

## Autour du film
- C’est quand le producteur Sol C. Siegel remarqua l’histoire de John Klempner A Letter to Five Wives dont la 20th Century Fox avait acquis les droits en mars 1946, qu’il fut décidé de travailler à une adaptation cinématographique. D’une première version remaniée par les scénaristes Melville Baker, Dorothy Bennett et Vera Caspary[1], le scénario subit des modifications importantes. Tout d’abord le nombre des cinq héroïnes du roman a été limité à quatre, ensuite il fut décidé que le personnage d’Addie Ross, celle qui écrit à ses « amies » qu’elle est partie avec le mari de l’une d’entre elles, n’apparaîtra pas[2]. Reste à choisir un réalisateur, Siegel désire confier la réalisation à Joseph L. Mankiewicz, mais Darryl F. Zanuck, le patron de la 20th Century Fox, préfère Ernst Lubitsch. Quand ce dernier tombe malade sur le tournage de La Dame au manteau d'hermine et meurt en 1947, Mankiewicz est finalement choisi sur l’insistance de Siegel[2]. Le réalisateur s’attaque au film et réécrit le scénario complètement. Il le soumet à Darryl F. Zanuck et bien qu’appréciant cette dernière mouture, il suggère pour l’intérêt du film de ramener l’intrigue à trois personnages féminins principaux et de supprimer l’épisode de Martha que devait jouer Anne Baxter[3].
- Le film est une critique de la société américaine et une réflexion cynique sur le mariage et les rapports entre les hommes et les femmes. Joseph L. Mankiewicz déclara : « Quand j’ai commencé à écrire « Chaînes conjugales », qui était une critique de la société dans laquelle j’ai vécu moi-même jadis, et que j’appelais « mon film sur les mœurs et la morale d’une époque », je pensais bien décrire avec ironie, amertume et de façon satirique ces jeunes couples mariés. »[4] Le film attaque également la radio, et la tirade de Kirk Douglas contre la publicité a été d’ailleurs parfois amputée lors de passages sur certaines chaînes de télévision américaine[5].
- Maureen O'Hara, Alice Faye, Dorothy McGuire, Anne Baxter et Tyrone Power furent les premiers interprètes pressentis pour le film, de même que Ida Lupino et Joan Crawford le furent pour la voix d’Addie Ross[2].
- Pour avoir de Linda Darnell l’expression de dégoût qu’il souhaitait obtenir d’elle lorsqu’elle remarque le portrait d’Addie Ross encadré, Mankiewicz eut l’idée saugrenue de remplacer la photo d’Addie par celle d’Otto Preminger en officier nazi (un rôle que le réalisateur a souvent interprété)[5]. L’actrice avait été dirigée trois fois par Preminger notamment dans Ambre et Crime passionnel, deux de ses meilleurs rôles mais dont elle était mécontente. C’est aussi pendant le tournage que Linda Darnell et Mankiewicz entamèrent une liaison qui dura six ans[2].
- Le personnage d’Addie Ross supprimé visuellement interviendra uniquement en voix off. Mankiewicz choisit lui-même l’actrice Celeste Holm (la future interprète du rôle de Karen Richards dans Ève) pour prêter sa voix à Addie[2]. Le film se termine avec un verre de champagne qui se brise, accompagné de la voix d’Addie qui lance un « Heigh ho. Goodnight, everybody »[5].
- Le film inspire l'écrivaine française Alice Ferney qui en fait la trame principale de son roman Paradis conjugal, paru en 2008.

## Récompenses et distinctions

### Oscars
Le film a reçu trois nominations en 1950 et gagna deux Oscars.
- Oscar du meilleur réalisateur : Joseph L. Mankiewicz
- Oscar du meilleur scénario adapté : Joseph L. Mankiewicz

Autre nomination :
- Meilleur film